# Augusto Giacometti
Augusto Giacometti (Borgonovo di Stampa, 16 agosto 1877 – Zurigo, 9 giugno 1947) è stato un pittore svizzero.

## Biografia
Nato a Borgonovo di Stampa in val Bregaglia, figlio di Giacomo e di Marta Stampa, contadini e cugino di Giovanni Giacometti.
Dopo aver studiato a Stampa, Zurigo e Coira dal 1894 al 1897 vive a Zurigo dove frequenta la Scuola di arti applicate e si forma come insegnante di disegno.
Nel 1897 si trasferisce a Parigi dove si iscrive alla Scuola nazionale di arti decorative, nello stesso periodo la sua opera è influenzata da Eugène Grasset.
Dal 1902 al 1915 vive a Firenze ed è influenzato dal Beato Angelico e da tutti i pittori del Rinascimento.
Nello stesso periodo frequenta il Caffè Le Giubbe Rosse conoscendo Ardengo Soffici, Giuseppe Prezzolini e Giovanni Papini. Dal 1917 si avvicina al dadaismo e nel 1921-1922 torna in Italia e visita Venezia, Torino, Milano e Napoli. Dopo aver visitato l'Italia visita Germania, Svezia, Danimarca e Paesi Bassi.
Nel 1928 visita Londra e conosce William Turner, poi fa un viaggio in Africa in Tunisia e Algeria.
Muore il 9 giugno 1947 per un attacco di cuore a Zurigo.
Nella sua vita collaborò anche con Marc Chagall.
Augusto Giacometti era massone, membro della  Gran Loggia Svizzera Alpina.

## Libri
- "Da Stampa a Firenze", Augusto Giacometti